# SIFI
Et systemisk vigtigt finansielt institut, ofte kaldt SIFI efter den engelske forkortelse for Systemically important financial institution eller SIFI-institut (selvom det sidste bogstav i SIFI i forvejen står for "institut"), er en særlig stor bank, realkreditinstitut eller lignende, der vurderes at have så stor betydning for samfundsøkonomien, at der gælder særlige forhold i lovgivningen for den. Efter finanskrisen blev der indført speciel lovgivning om SIFI'er i såvel EU-landene som mange andre lande som led i arbejdet for at skabe en mere stabil finansiel sektor.
Særlige regler for SIFI'er og dermed også en officiel definition af begrebet blev indført i Danmark med den såkaldte Bankpakke 6, også kaldt "SIFI-aftalen", der blev vedtaget i 2013 med virkning fra 1. januar 2015.
Pr. juni 2024 var der udpeget ni officielle danske SIFI'er.

## Baggrund
Baggrunden var finanskrisen 2007-2009 og den resulterende økonomiske krise i Danmark, hvor man blev mere opmærksom på at styrke den finansielle sektors stabilitet. I de fleste lande vil de største banker og tilsvarende finansielle virksomheder blive vurderet som så betydningsfulde, at konsekvenserne af, at de gik fallit, virker uoverskuelige, og man vil derfor have en formodning om, at myndighederne vil træde hjælpende til, hvis virksomheden kom i krise, for at forhindre en konkurs. Med et engelsk udtryk er disse banker "too big to fail". En sådan tankegang var udbredt allerede mange år inden finanskrisen. Efter krisen anbefalede de såkaldte Basel III-regler fra 2010-11, vedtaget af Basel-komitéen, eksplicit i hvert land at udnævne de finansielle institutter, der anses som systemiske. Disse vil altså dermed have en særlig statsgaranti i tilfælde af en fremtidig krise, men pålægges samtidig særlige kapitalkrav, som de øvrige banker ikke er underlagt. I EU blev Basel III-anbefalingerne implementeret via et kapitalkravsdirektiv, som igen blev udmøntet via Bankpakke 6.

## Kriterier for en SIFI i Danmark
I Danmark finder udpegelsen af SIFI'er sted én gang årligt. En virksomhed udpeges som SIFI, hvis mindst ét af følgende kriterier er opfyldt i de seneste to år:
- Virksomhedens balance udgør mere end 6,5 % af BNP
- Virksomhedens udlån udgør mere end 5 % af sektorens samlede udlån
- Virksomhedens indlån udgør mere end 3 % af sektorens samlede indlån

## Danske krav til en SIFI
SIFI'erne er blandt andet pålagt et særligt bufferkrav på 1 til 3 pct. af de risikovægtede poster, afhængigt af instituttets systemiskhed, dvs. hvor betydningsfuldt det vurderes at være.
Kapitalkravet samt større administrative omkostninger og nøjere overvågning fra Finanstilsynet regnes almindeligvis for en ulempe set fra det enkelte instituts synspunkt. Samtidig er der forskellige fordele ved at være udpeget som SIFI. Det giver således adgang til en større kundekreds, da offentlige virksomheder og organisationer skal være kunder i SIFI-banker.

## Danske SIFI'er
I juni 2024 var der ni danske systemisk vigtige finansielle institutter:
- Danske Bank
- Nykredit Realkredit
- Nordea Kredit
- Jyske Bank
- Sydbank
- Spar Nord
- DLR Kredit
- Arbejdernes Landsbank
- Saxo Bank

Spar Nord blev udpeget som SIFI i januar 2019 efter en lovændring, hvor grænseværdien for indlån for at blive betragtet som en SIFI blev sænket fra 5 til 3 %. Arbejdernes Landsbank blev en SIFI i juni 2021, efter at banken havde overtaget aktiemajoriteten i Vestjysk Bank. Saxo Bank blev udnævnt til SIFI i 2023.
Også Nordea og Handelsbanken er systemisk vigtige, men har SIFI-status i henholdsvis Finland og Sverige.